# Gymnochanda flamea
Gymnochanda flamea és una espècie de peix pertanyent a la família dels ambàssids.

## Descripció
- El mascle fa 2,3 cm de llargària màxima i la femella 1,7.[5]

## Alimentació
Menja copèpodes, insectes i cladòcers.

## Hàbitat
És un peix d'aigua dolça, bentopelàgic i de clima tropical.

## Distribució geogràfica
Es troba al sud de Borneo (Indonèsia).

## Observacions
És inofensiu per als humans.